# Zuid-Duitsland

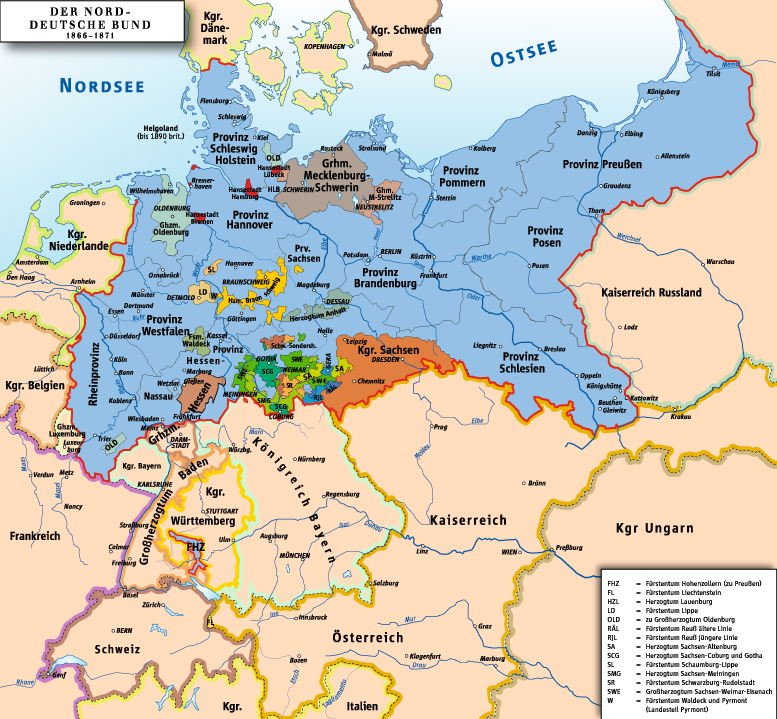
Zuid-Duitsland als gebied buiten de Noord-Duitse Bond

Zuid-Duitsland  (Duits: Süddeutschland) is de aanduiding die wordt gebruikt voor het zuidelijk deel van Duitsland. De begrenzing die gehanteerd wordt om Zuid-Duitsland aan te duiden wisselt, maar in alle gevallen maken de deelstaten Beieren en Baden-Württemberg er deel van uit.

## Historie
In de periode tussen de val van Napoleon en het ontstaan van het Duitse keizerrijk werd Pruisen de grootste macht in Noord-Duitsland. De zuidelijker delen van Duitsland bleven liever zelfstandig of zochten aansluiting met Oostenrijk. Door de oprichting van de Noord-Duitse Bond en de Pruisisch-Oostenrijkse Oorlog werd de Noord-Zuid-tegenstelling in Duitsland verscherpt. Onder de huidige definities van Zuid-Duitsland vallen veelal die gebieden van het huidige Duitsland die niet tot de Noord-Duitse bond hoorden. De rivier de Main wordt vaak gezien als scheidslijn.

Panorama over de Allgäuer Alpen in Zuid-Duitsland

## Taal en cultuur

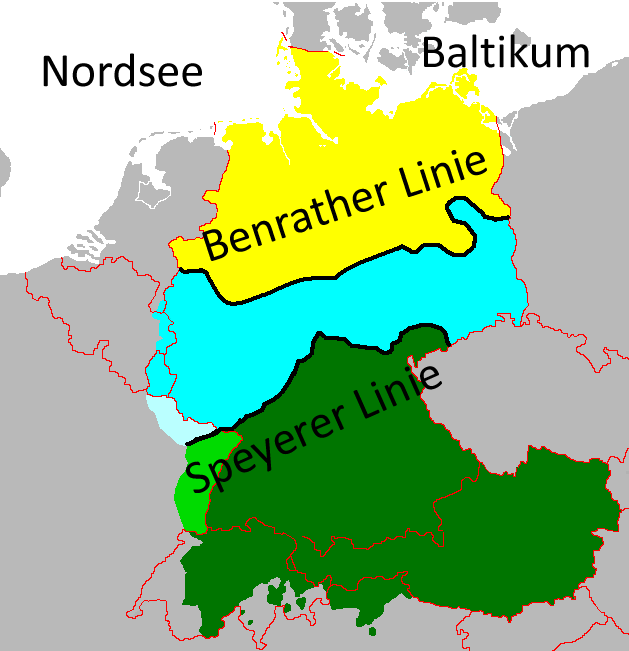
Groen is het taalgebied van het Hoogduits, ten zuiden van de Spierse linie

Taalkundig gezien valt Zuid-Duitsland samen met de Duitse gebieden ten zuiden van de Spierse linie, waar Hoogduits gesproken wordt. De Hoogduitse dialecten stoppen niet bij de Duitse grens. Deze dialecten worden ook in Oostenrijk en Zuid-Tirol gesproken. Cultureel gezien zijn deze gebieden aan elkaar verwant en is het katholicisme veel sterker aanwezig dan in het noorden van Duitsland.

## Economie
Waar in de oude Bondsrepubliek in het begin sprake was van een Nord-Süd Gefälle, waarbij het noorden economisch sterker was dan het zuiden, zijn de Zuid-Duitse deelstaten economisch sterker. In de tijd van de Duitse deling verlegden een groot aantal bedrijven hun hoofdkantoor van Berlijn naar München. In München hebben een groot aantal bekende Duitse bedrijven hun hoofdkantoor, waaronder Allianz SE, BMW, Linde AG, MAN, Münchener Rück en Siemens.

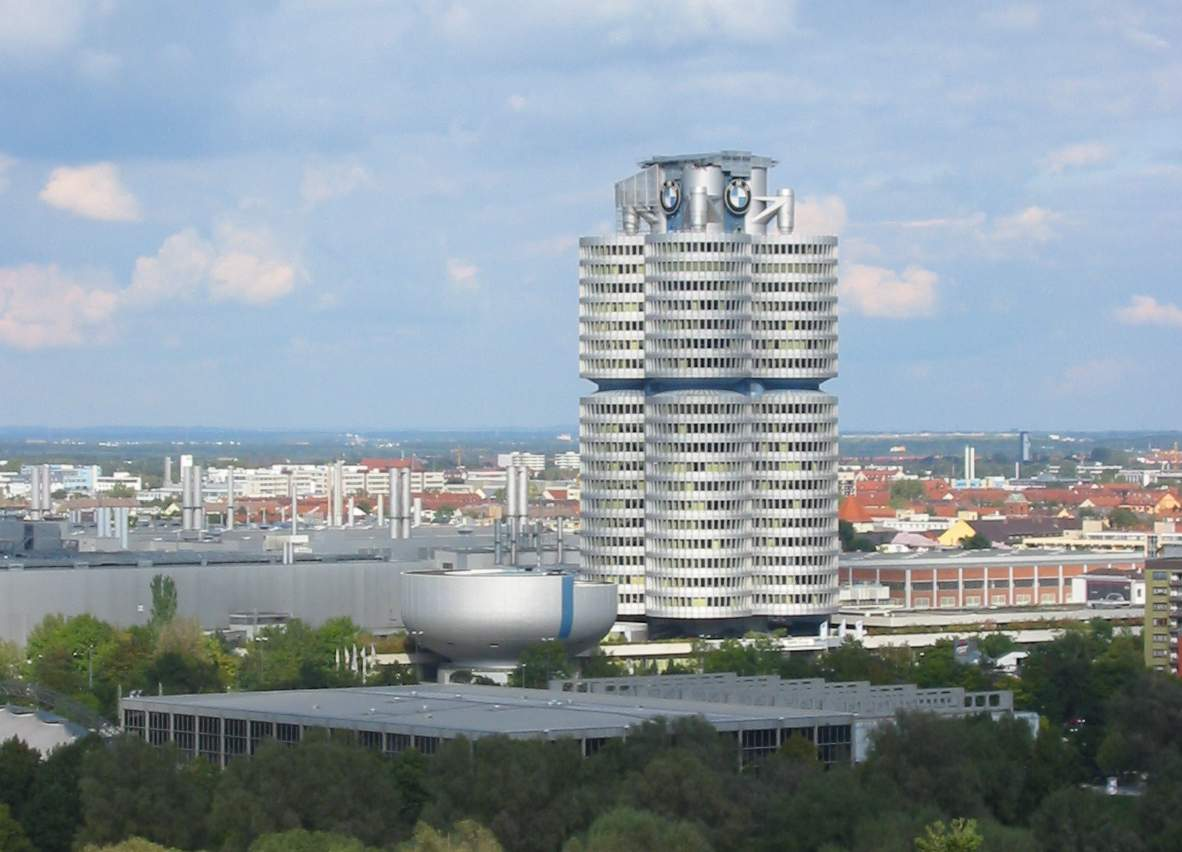
Hoofdkantoor van BMW in München